# 17030 Sierks
17030 Sierks è un asteroide della fascia principale. Scoperto nel 1999, presenta un'orbita caratterizzata da un semiasse maggiore pari a 3,1746221 UA e da un'eccentricità di 0,0504850, inclinata di 2,90643° rispetto all'eclittica.